# Breslavia
Breslavia (en polaco: Wrocław ˈvrɔt͡swafⓘ, en alemán: Breslau; en checo: Vratislav; en latín: Vratislavia) es la capital del voivodato de Baja Silesia y la tercera ciudad más poblada de Polonia, con 672 929 habitantes (2021). Está situada en el suroeste del país, junto al río Óder y entre las colinas de Trzebnica y los Sudetes. En Breslavia, confluían dos importantes rutas comerciales: Vía Regia y Ruta del ámbar. 
Breslavia fue una de las ciudades más importantes de la Polonia medieval y es la sede de una de las diócesis católicas polacas más antiguas (fundada en 1000) y uno de los lugares de descanso eterno de los gobernantes polacos de la Dinastía de los Piastas. En la región fue creado el Libro de Henryków, un manuscrito que contiene las notas más antiguas conocidas en polaco, y el primer incunable histórico en polaco se imprimió en Breslavia. Sin embargo, desde el siglo XIII la población de la ciudad fue mayoritariamente germanófona. La ciudad perteneció a la Liga Hanseática desde 1387 hasta 1474. Breslavia y toda Silesia permanecieron como territorio del Sacro Imperio Romano a través del Ducado de Austria hasta mediados del siglo XVIII, cuando el rey de Prusia, Federico el Grande, arrebató a Austria Breslavia y toda Silesia en las Guerras de Silesia. La unificación de Alemania en 1871 la convirtió en la sexta ciudad más grande del Imperio alemán. Su población se triplicó entre 1860 y 1900, fecha en que la ciudad superaba el medio millón de habitantes. Durante la Segunda Guerra Mundial, entre febrero y mayo de 1945, sufrió un duro asedio y, una vez terminada la guerra, como consecuencia del Acuerdo de Potsdam, toda su población fue expulsada, repoblándose con polacos y borrándose gran parte del pasado alemán de la ciudad. En 2006 el Centro Centenario de Breslavia fue incluido en la lista de la Unesco del Patrimonio Mundial. La consultora Mercer incluyó a Breslavia entre las cien ciudades con mayor calidad de vida del mundo.
La población en 2011 era de 632 996 personas y es la principal ciudad de la región, aglomerando a más de un millón de habitantes en su área metropolitana además de ser la capital del voivodato de Baja Silesia. 
Breslavia fue la sede de varias competiciones deportivas, incluido el EuroBasket dos veces, y de la Eurocopa 2012, del Campeonato Mundial de Voleibol Masculino de 2014 y del Campeonato Europeo de Balonmano Masculino de 2016. Fue nombrada Capital Europea de la Cultura en 2016 junto con San Sebastián y ha sido sede de los Premios del Cine Europeo 2016 y Juegos Mundiales 2017.

## Etimología
El nombre de la ciudad se registró por primera vez en el año 1000 por la Crónica de Tietmar (Thietmari Merseburgensis episcopi Chronicon) como Wrotizlawa (describió el Congreso de Gniezno y Francés). La junta municipal estableció por primera vez Sigillum civitatis Wratislavie. Un nombre simplificado se da, en 1175, como Wrezlaw, Prezla o Breslaw. La ortografía checa se utilizó en documentos en latín como Wratislavia o Vratislavia. En ese momento, Prezla se utilizó en el alto alemán medio, que se convirtió en Preßlau. A mediados del siglo XIV el primer nuevo alto alemán (y después, el nuevo alto alemán), forma del nombre de Breslau comenzó a reemplazar a sus versiones anteriores.
Tradicionalmente, se creía que el nombre de la ciudad provenía de Wrocisław (en español pronunciado vrotsísuav) o Vratislav, que se cree provenga del duque Vratislaus I de Bohemia. También es posible que se denominara en honor al duque tribal de Silesia o de un antiguo gobernante de la ciudad llamado Vratislav.
El nombre de la ciudad en otros idiomas extranjeros es como sigue: en alemán, Breslau; en húngaro, Boroszló; en latín, Vratislavia o Budorgis; en francés, también se llama Vratislavie; en hebreo, ורוצלב (Vrotsláv); en yidis, ברעסלוי (Brasloi); en checo, Vratislav; en eslovaco, Vratislav o Vroclav; en bielorruso, Уроцлаў (Urocłaŭ); y en alemán silesio, Brassel.

## Historia

### Edad Media

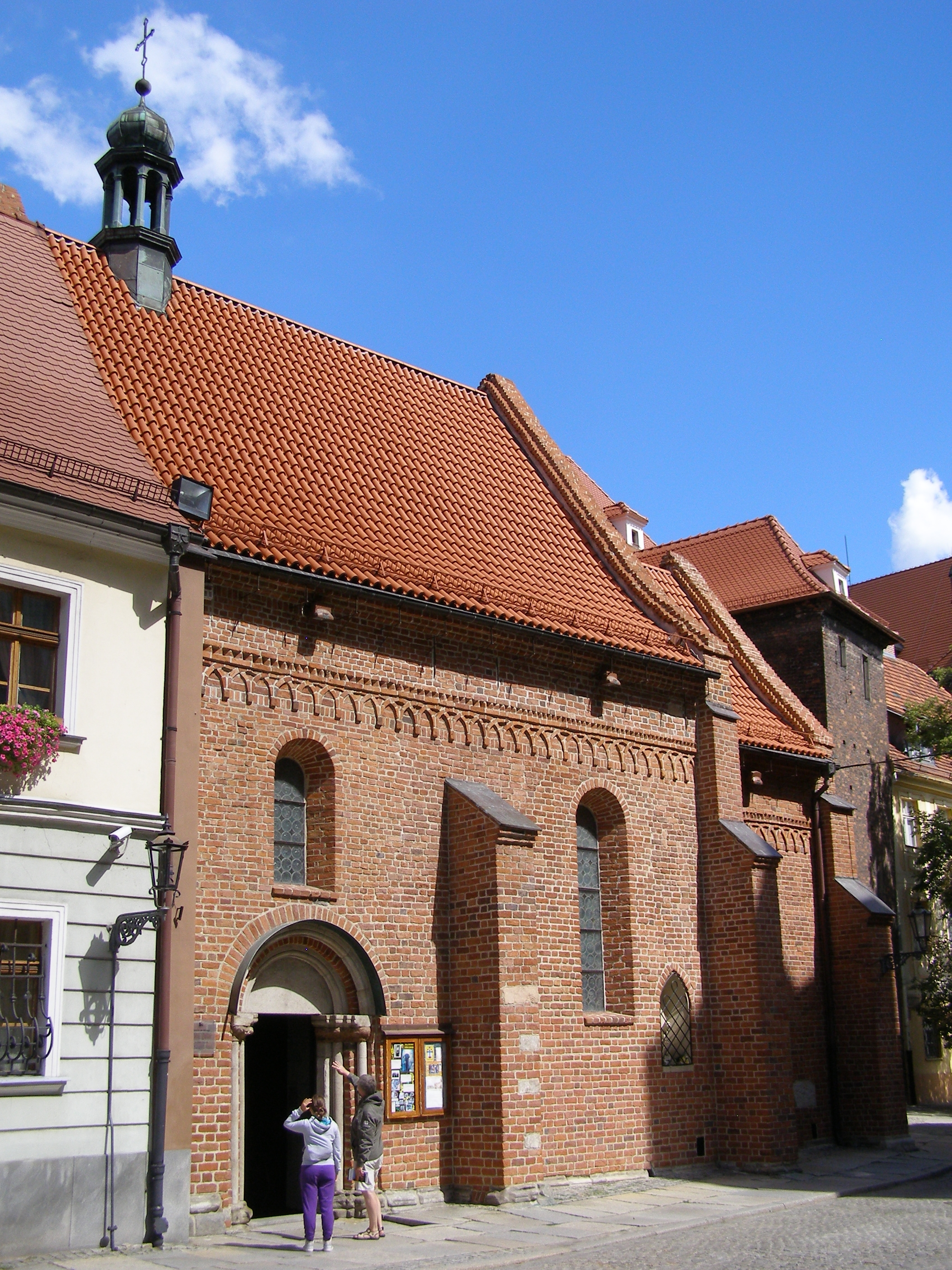
Iglesia de San Gil en Breslavia, construida entre 1241-1242.

Situada en un antiguo centro de comercio y cruce del río Oder, junto al cual el rey Vratislav de Bohemia erigió un castillo en el siglo X y dio el primer nombre al asentamiento: Vratislavia o Wratislaw. En la última década de aquel siglo, el príncipe de Polonia Miecislao I conquistó la región. Gracias a los esfuerzos de Boleslao I de Polonia en 1000 se estableció la diócesis de Breslavia, una de las primeras diócesis católicas polacas (solo la diócesis de Poznań es más antigua). En 1109, los polacos bajo el mando de Boleslao III de Polonia derrotaron a los invasores alemanes en la batalla de Psie Pole (hoy un distrito de Breslavia). La crónica polaca más antigua de la Gesta principum Polonorum de alrededor de 1112 nombró a Breslavia como una de las tres principales ciudades del Reino de Polonia, junto a Cracovia y Sandomierz. Como resultado de la fragmentación de Polonia después de la muerte de Boleslao III de Polonia, en 1138 Breslavia se convirtió en la capital del Ducado de Silesia dentro de Polonia bajo la dinastía de los Piast. Durante la primera invasión mongola de Polonia en 1241, el asentamiento fue saqueado e incendiado y la mayor parte de su población huyó o se refugió en el castillo, que los mongoles no pudieron tomar por falta de tiempo. El gobernante polaco Enrique II el Piadoso fue enterrado en la Iglesia de San Vicente, que él mismo financió.
Breslavia fue, como toda Silesia, objeto de una intensa colonización alemana en la Edad Media, sobre todo tras su destrucción por los mongoles en 1241, aunque la ciudad siguió siendo parte de Polonia. Por ello, la ciudad se volvió a fundar y sus monumentos arquitectónicos tienen una clara influencia germánica. En 1262 la Ley de Magdeburgo se empezó a aplicar en la nueva ciudad. En 1273 se estableció Piwnica Świdnicka, el restaurante más antiguo que aún existe en Polonia y Europa. En 1274 duque Enrique IV el Justo (el futuro gobernante de Polonia) otorgó la ciudad derecho de emporio. En 1290 Enrique IV el Justo fue enterrado en la Iglesia de la Santa Cruz, que él mismo fundó. A partir de entonces el pueblo fue citado en varios documentos bajo los nombres de Bresslau, Presslau, Breslau y Wratislaw.

### RenacimientoyEdad Moderna

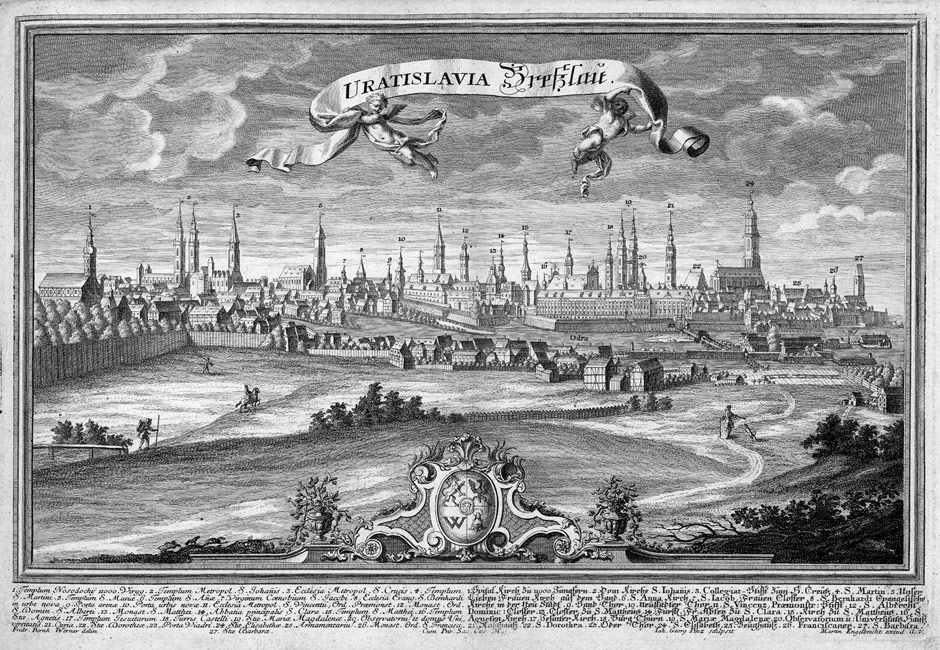
Breslavia en 1736.

En la primera mitad del siglo XV, Polonia mantuvo una pugna con Bohemia por controlar Silesia y Breslavia tras el asesinato del último duque de Silesia (de la casa de los Piast) por no tener descendientes. Empero, Breslavia se integró como capital, con gran parte de Silesia, al reino de Bohemia, pasando así a formar parte del Sacro Imperio Romano Germánico. En 1469 la ciudad pasó a formar parte del Reino de Hungría. En 1474, la ciudad fue asediada conjuntamente por el ejército polaco-checo, pero en noviembre de 1474 el rey Casimiro IV Jagellón de Polonia, su hijo Vladislao II de Bohemia y el rey Matías Corvino de Hungría firmó alto el fuego en el cercano pueblo de Muchobór Wielki (hoy un distrito de Breslavia) y la ciudad siguió siendo parte de Hungría. En 1475 Kasper Elyan, llamado el primer impresor polaco, fundó Drukarnia Świętokrzyska, la primera imprenta de la ciudad, y publicó allí el primer incunable en polaco. Desde 1490, parte del Reino de Bohemia nuevamente bajo el gobierno de la Dinastía Jagellón, y después de 1526 bajo de la casa Austria (Habsburgo). La primera ilustración de la ciudad apareció en la Crónica de Núremberg en 1493. A pesar de los gobiernos extranjeros, en el siglo XVII la escuela municipal polaca operaba en la ciudad. En el siglo XVII, Breslavia era un territorio dominado por la lengua polaca.
Breslavia y toda Silesia permanecieron como territorio del Sacro Imperio Romano a través de Austria hasta mediados del siglo XVIII, cuando el rey de Prusia, Federico el Grande, arrebató a Austria toda Silesia y Breslavia en las guerras de Silesia: Silesia pasó a convertirse en una provincia de Prusia, cuya capital era Breslavia. En esta ciudad se inició el alzamiento de los prusianos en 1813, que daría lugar a la guerra de independencia alemana contra las tropas de Napoleón I.
Breslavia fue un importante centro de insurgentes polacos antes del estallido y durante el Levantamiento de Enero en la Polonia rusa, el comité insurgente polaco se encontraba aquí. Los polacos pasaban de contrabando correspondencia secreta, armas y voluntarios a través de la ciudad. Los polacos locales celebraron el duelo nacional después de la masacre rusa de polacos en Varsovia en febrero de 1861. Después del estallido del levantamiento en enero de 1863, la policía prusiana registró las casas de los polacos. Los habitantes de la ciudad, tanto polacos como alemanes (con la excepción de la clase alta alemana), en general simpatizaban con los insurgentes y algunos incluso los ayudaban.

### De la revolución industrial hasta la Segunda Guerra Mundial

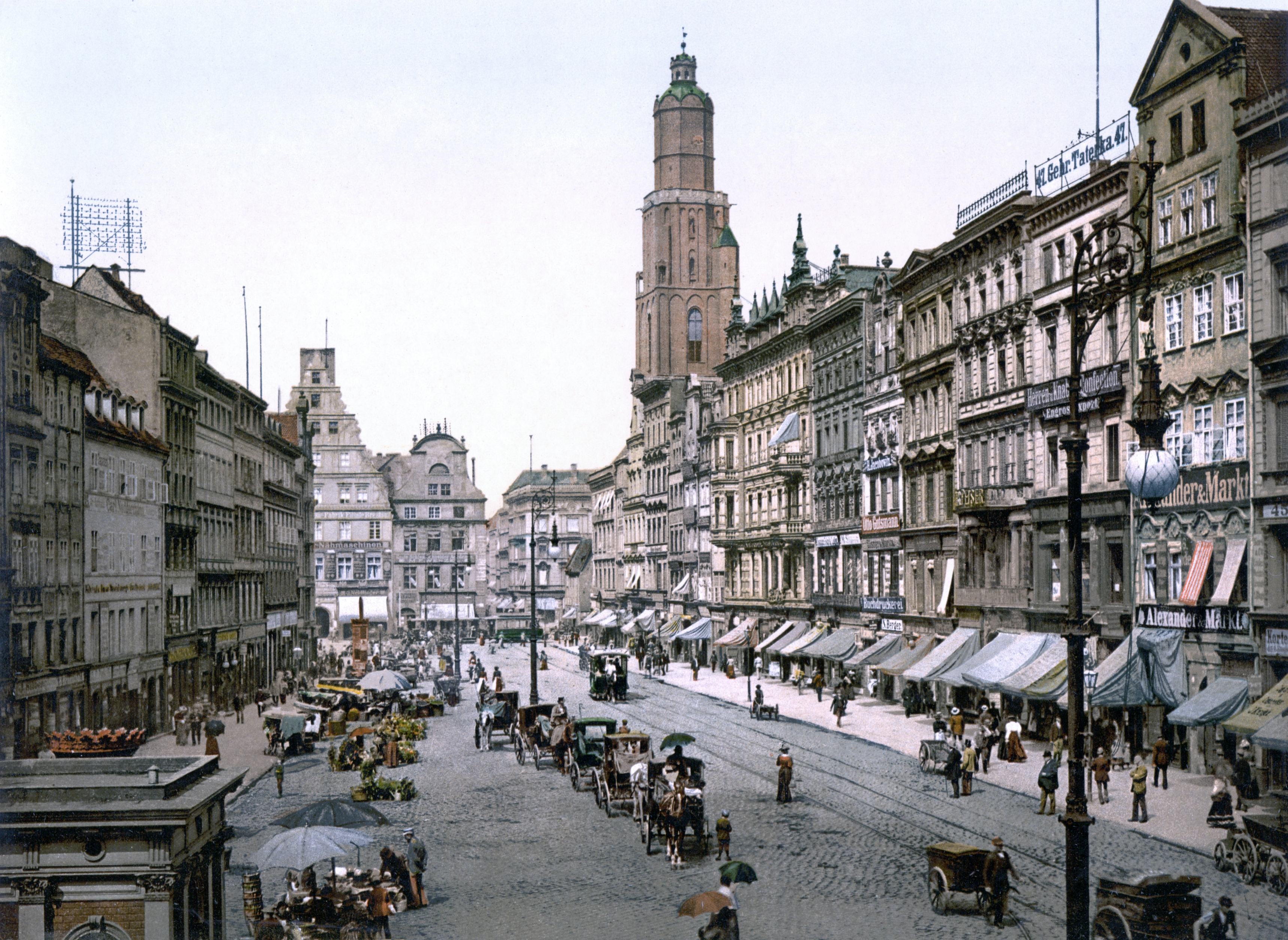
Imagen de la ciudad desde el este, tomada entre 1890 y 1900.

En la primera mitad del siglo XIX se inició un imparable desarrollo industrial y económico que llevó a la ciudad a convertirse en una de las más grandes e importantes de Alemania, al pasar de 90 000 habitantes a más de medio millón. La unificación de Alemania en 1871 la convirtió en la sexta ciudad más grande del Imperio alemán. Su población se triplicó entre 1860 y 1900, fecha en que la ciudad superaba el medio millón de habitantes. Este desarrollo económico se produjo sobre todo gracias al comercio y a los recursos energéticos y de materias primas de la alta Silesia, y gracias también al duro trabajo de alemanes y polacos autóctonos. La comunidad judía de Breslavia era una de más importantes del Imperio alemán, dado el elevado porcentaje de artistas y científicos judíos procedentes de Breslavia. Según el censo de 1900, el 58 % de la población era protestante, el 37 % católica (incluida la comunidad polaca) y 5 % eran judíos. Para esa fecha Breslavia se había convertido en un importante nudo ferroviario, a la par que en destacado centro industrial, especialmente conocido por sus manufacturas de algodón y ropa, y también por su industria metalúrgica.

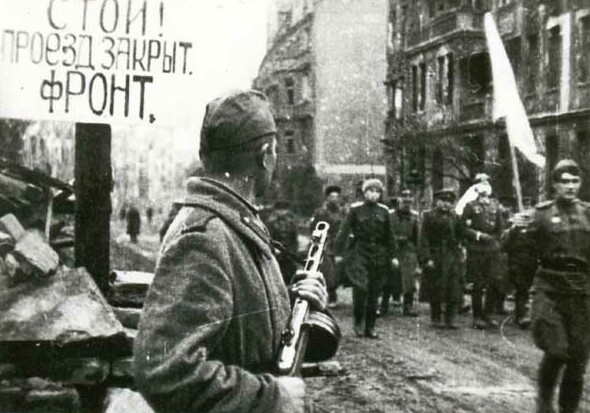
Rendición de las fuerzas alemanas en Breslavia, el 6 de mayo de 1945.

Durante estos años, la Universidad de Breslavia fue uno de los centros educativos y de investigación más destacados de Alemania. Johannes Brahms compuso su Obertura del festival académico en agradecimiento al doctorado honorario que recibió de la universidad en 1881. El profesor Alois Alzheimer fue jefe del departamento de psiquiatría de la universidad en 1912.
Al término de la Primera Guerra Mundial, Breslavia se vio afectada por la obligación impuesta a Alemania por los vencedores a ceder la parte con más recursos de toda la alta Silesia a la recién restituida Polonia. La recuperación de Polonia de los territorios de Silesia provocó considerables tensiones entre Alemania y Polonia en el periodo de entreguerras. Durante estos años el número de polacos que residían en la ciudad cayó al 0,5 %, ya que muchos de ellos se trasladaron al nuevamente constituido estado polaco. En mayo de 1920, se estableció un consulado polaco, que fue atacado por combatientes alemanes ya en agosto de 1920. En 1923 los alemanes provocaron varios disturbios antisemitas. Consecuencia del Tratado de Versalles y de la reorganización territorial posterior a la contienda, en 1919 Breslavia se convirtió en capital de la nueva Provincia de Baja Silesia.

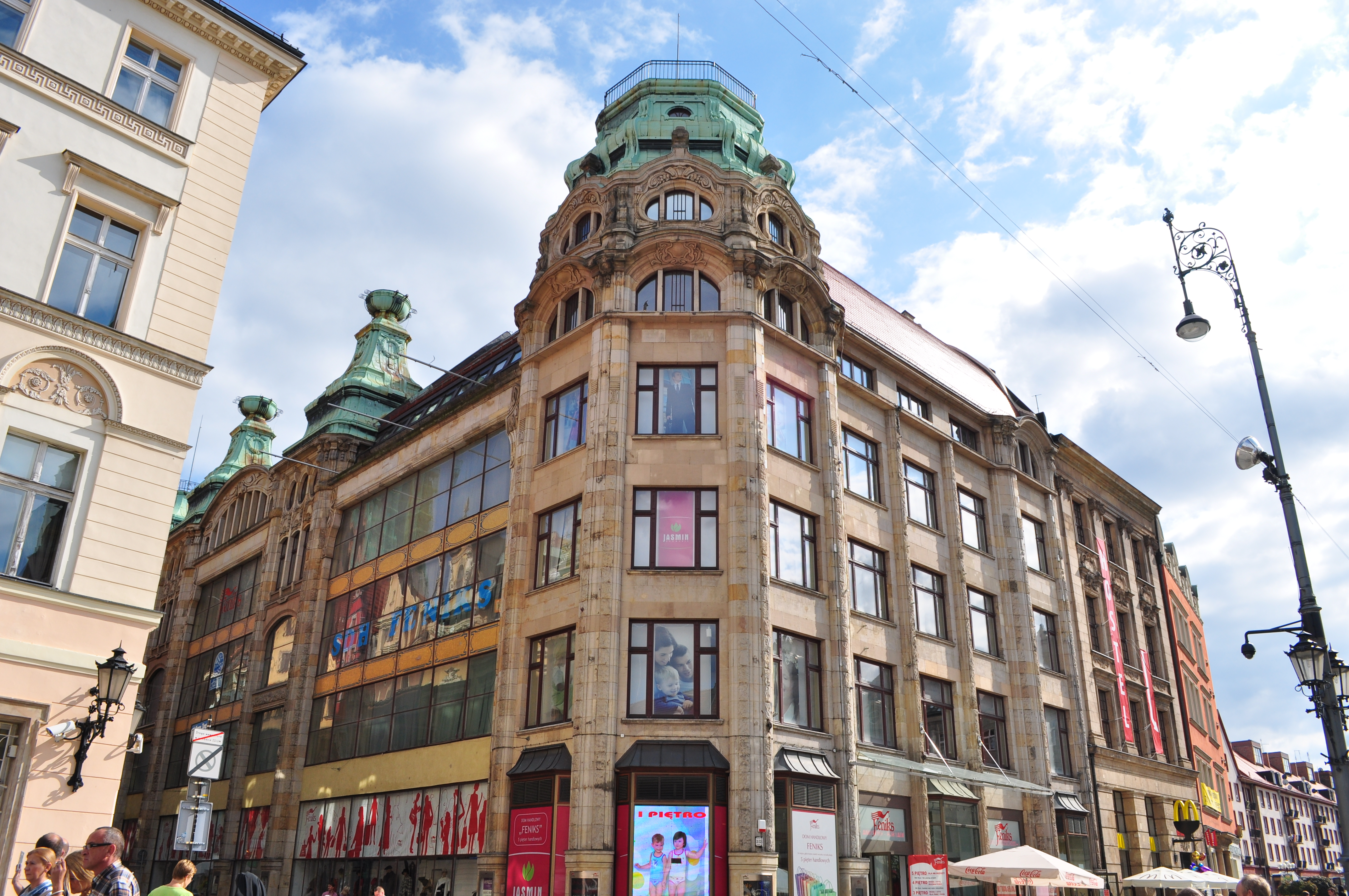
Tienda Departamental "Feniks", construida en 1902-1904.

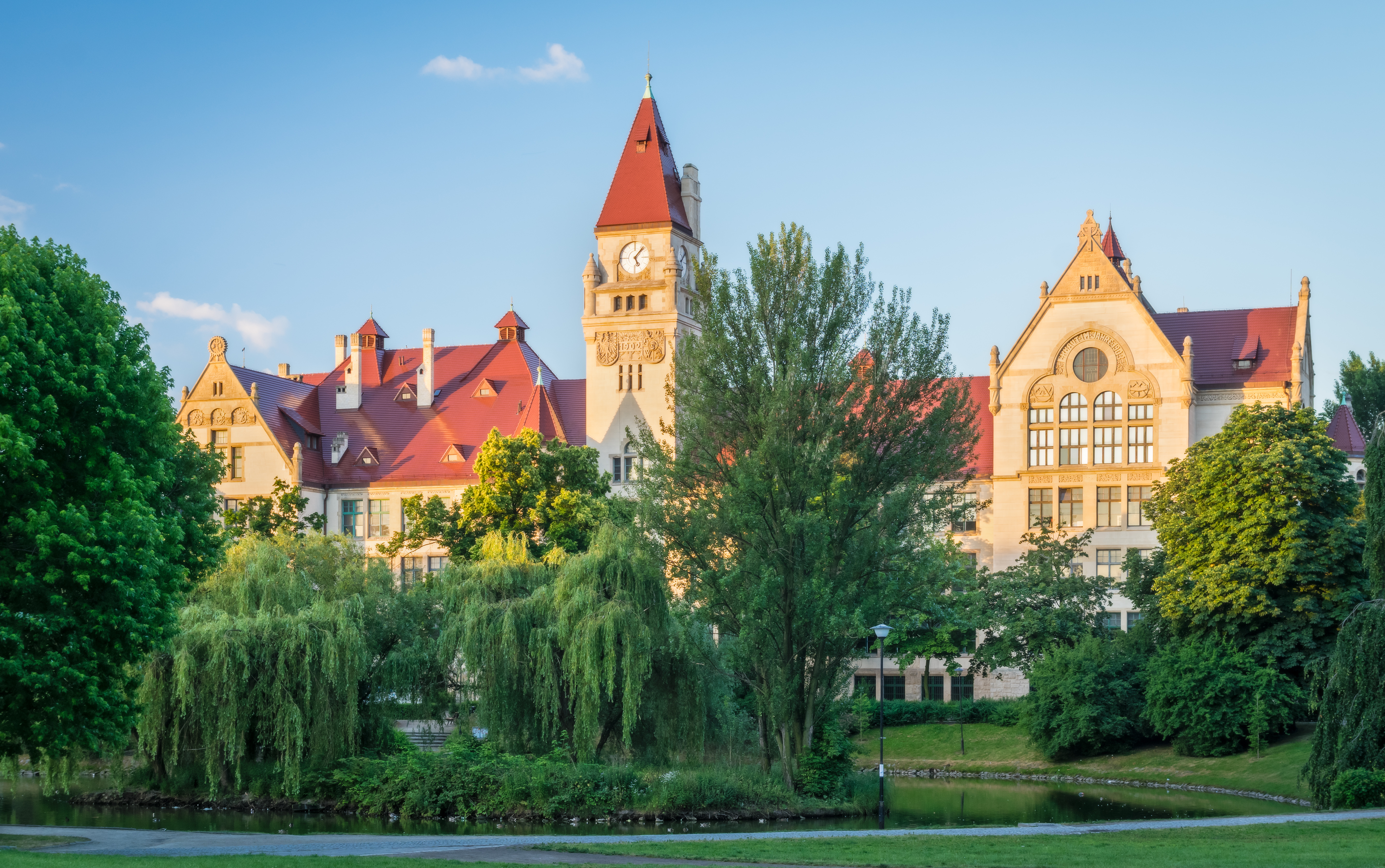
Universidad Politécnica de Breslavia, Facultad de Arquitectura.

Breslavia había sido una de las ciudades del Imperio Alemán donde los partidos liberales progresistas habían tenido un mayor apoyo. Sin embargo, en las elecciones de 1932 el Partido Nazi obtuvo un 44 % de los votos, lo que supuso su tercer mejor resultado en Alemania. En las elecciones de marzo de 1933 los nazis obtuvieron el 51,7 % de los votos en la ciudad, nuevamente una de las zonas de mayor apoyo electoral a Hitler. Unas semanas después, el líder local de las SA, Edmund Heines, fue nombrado jefe de la policía de Breslavia, y hasta 1934 (cuando fue asesinado durante la «Noche de los cuchillos largos») fue el amo y señor de ciudad. En 1933 se estabeció cerca de la ciudad el Campo de concentración de Breslau-Dürrgoy, del cual Heines era responsable. Algunos habitantes polaco-parlantes fueron perseguidos en público durante el régimen de Hitler, y en 1938 la policía, controlada por los nazis, destruyó el centro cultural polaco. Muchos de los 10 000 judíos que todavía vivían en Breslavia fueron detenidos y enviados a campos de concentración, mientras que los restantes que sobrevivieron acabarían siendo asesinados durante el Holocausto.
Poco antes del estallido de la contienda, en 1939, Breslavia era la ciudad alemana más grande al este de Berlín.
Durante la Segunda Guerra Mundial, los alemanes se llevaron las tumbas de los gobernantes polacos de la ciudad para realizar investigaciones antropológicas para demostrar "pureza racial" bajo la propaganda nazi. Las tumbas de los gobernantes polacos no han vuelto a su lugar hasta el día de hoy. En 1941, los polacos locales fundaron la organización secreta resistencia polaca Olimp. Los alemanes establecieron en la ciudad cuatro subcampos del campo de concentración de Gross-Rosen. En tres encarcelaron a unos 3.400-3.800 hombres - polacos, rusos, italianos, franceses, checos, ucranianos, belgas, yugoslavos, chinos,  y en el cuarto encarcelaron a 1.500 mujeres judías. Muchos prisioneros murieron. Durante la guerra Breslavia quedó en un principio alejada de los frentes bélicos y fuera del radio de alcance de los bombardeos angloamericanos, lo que acabó propiciando el traslado de población de otras regiones de Alemania y el asentamiento de una importante industria bélica. A finales de 1944, entre 30 000 y 60 000 personas fueron trasladados a Breslavia después de que los nazis hubieran aplastado el Alzamiento de Varsovia. Sin embargo, el avance de las tropas soviéticas a partir de la última ofensiva soviética en enero de 1945, que ocupó todo el este alemán y Silesia, llevó al asedio de la ciudad, que había sido declarada por Hitler como fortaleza y plaza a defender de la máxima importancia. Esta decisión llevó a un asedio feroz de la ciudad, que produjo muchas bajas y víctimas entre los habitantes de la ciudad, la cual quedó destruida. Después de un duro asedio de más de tres meses, el 6 de mayo el comandante militar rindió la ciudad al Ejército Rojo. Para entonces, el Gauleiter nazi de la ciudad y nuevo jefe de las Schutzstaffel (SS), Karl Hanke, ya había huido hacia Praga. A pesar de los importantes daños causados por la acción de la artillería y la aviación soviéticas durante el sitio, las acciones de la Wehrmacht y las SS también supusieron un importante porcentaje en la destrucción del casco urbano.
En agosto de 1945, los soviéticos pusieron la administración de la ciudad en manos de antifascistas alemanes. La población de la ciudad era entonces de 189 500 alemanes y de 17 000 polacos.

### De la posguerra hasta nuestros días

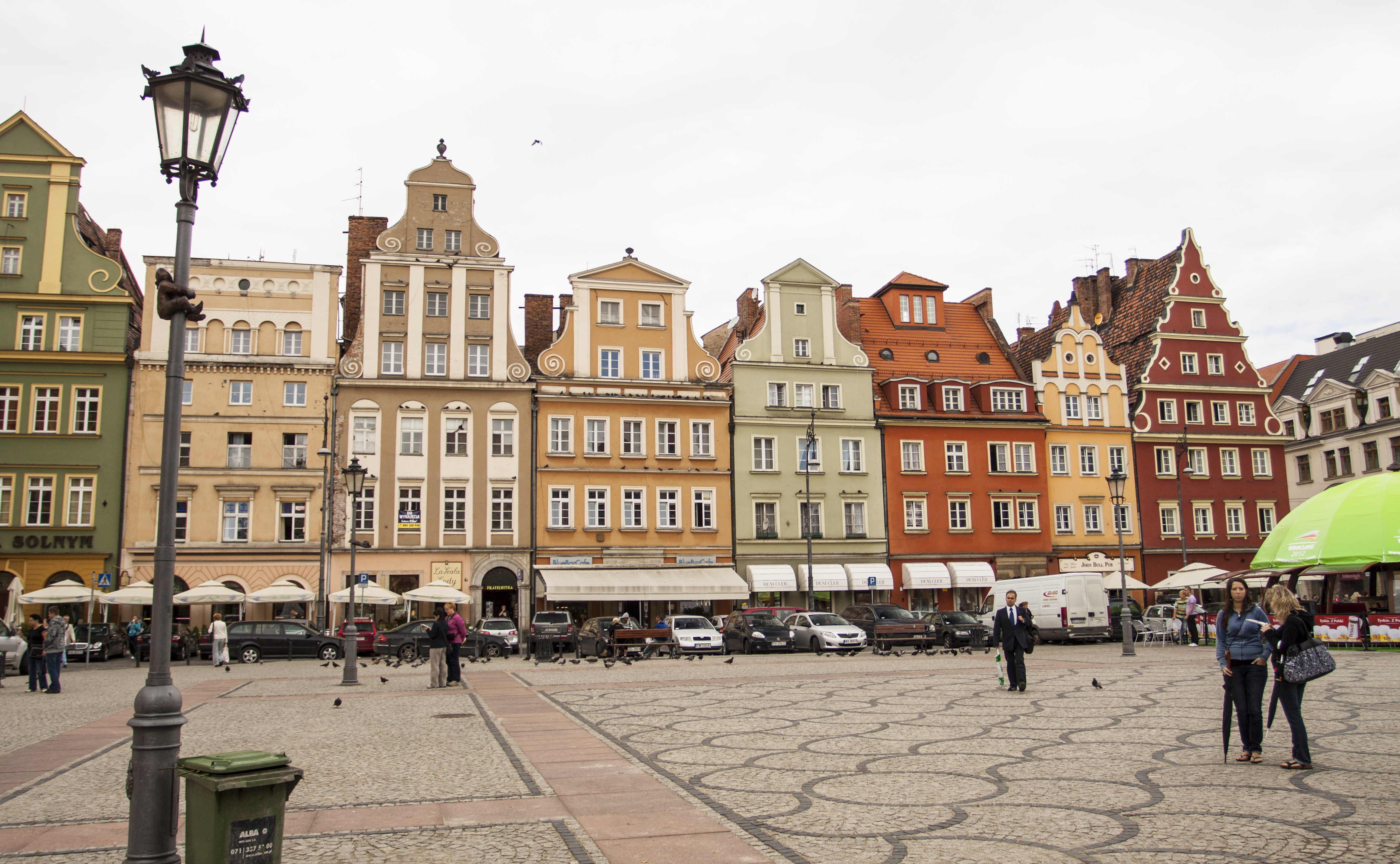
Plac Solny - Plaza de Sal, adyacente a Mercado de Breslavia.

Los acuerdos de Yalta y de Potsdam entre los aliados tuvieron como consecuencia que Polonia obtuviese la ciudad, así como toda Silesia, y procediese a la deportación completa de la población alemana hacia el resto de Alemania. La repoblación de la ciudad se produjo a lo largo de la posguerra, en gran parte con polacos del centro de Polonia, pero también con los que habían sido deportados de Leópolis (hoy Ucrania) al finalizar la contienda, donde los polacos habían representado el grupo étnico más numeroso, y asimismo muchos (un 45 %) ucranianos, quienes con documentos polacos, han habitado los nuevos territorios. 
Las autoridades comunistas de Polonia intentaron desterrar el pasado alemán de la ciudad en todas sus manifestaciones y fomentaron una visión histórica según la cual Breslavia, en polaco oficialmente Wrocław, y Silesia habían sido siempre parte de Polonia y habitadas por polacos. Tras el fin de la guerra fría y como consecuencia de la mejora de las relaciones entre Alemania y Polonia, los habitantes actuales de Breslavia están descubriendo el pasado de su ciudad y entablando contactos con los antiguos habitantes alemanes de la ciudad que hoy la visitan.
En 1964, se inauguró un monumento para conmemorar a los profesores polacos asesinados por los alemanes en 1941 en Leópolis.
En el aspecto económico, Breslavia se había convertido desde 1989 en una de las ciudades más dinámicas económicamente de toda Polonia.

## Clima
Breslavia es una de las ciudades más cálidas de Polonia, con un clima húmedo continental. La temperatura media anual es de 9,7 °C (50 °F). El mes más frío es enero (temperatura promedio de 0 °C), la nieve es común en invierno, y el mes más cálido es julio (temperatura promedio de 19,7 °C). La temperatura más alta registrada en Breslavia es del 31 de julio de 1994 (+38,9 °C), y la más baja registrada el 11 de febrero de 1956 (−32 °C).
| Parámetros climáticos promedio de Breslavia (Aeropuerto de Breslavia-Copérnico), normales 1991–2020, extremos 1951–presente | Parámetros climáticos promedio de Breslavia (Aeropuerto de Breslavia-Copérnico), normales 1991–2020, extremos 1951–presente | Parámetros climáticos promedio de Breslavia (Aeropuerto de Breslavia-Copérnico), normales 1991–2020, extremos 1951–presente | Parámetros climáticos promedio de Breslavia (Aeropuerto de Breslavia-Copérnico), normales 1991–2020, extremos 1951–presente | Parámetros climáticos promedio de Breslavia (Aeropuerto de Breslavia-Copérnico), normales 1991–2020, extremos 1951–presente | Parámetros climáticos promedio de Breslavia (Aeropuerto de Breslavia-Copérnico), normales 1991–2020, extremos 1951–presente | Parámetros climáticos promedio de Breslavia (Aeropuerto de Breslavia-Copérnico), normales 1991–2020, extremos 1951–presente | Parámetros climáticos promedio de Breslavia (Aeropuerto de Breslavia-Copérnico), normales 1991–2020, extremos 1951–presente | Parámetros climáticos promedio de Breslavia (Aeropuerto de Breslavia-Copérnico), normales 1991–2020, extremos 1951–presente | Parámetros climáticos promedio de Breslavia (Aeropuerto de Breslavia-Copérnico), normales 1991–2020, extremos 1951–presente | Parámetros climáticos promedio de Breslavia (Aeropuerto de Breslavia-Copérnico), normales 1991–2020, extremos 1951–presente | Parámetros climáticos promedio de Breslavia (Aeropuerto de Breslavia-Copérnico), normales 1991–2020, extremos 1951–presente | Parámetros climáticos promedio de Breslavia (Aeropuerto de Breslavia-Copérnico), normales 1991–2020, extremos 1951–presente | Parámetros climáticos promedio de Breslavia (Aeropuerto de Breslavia-Copérnico), normales 1991–2020, extremos 1951–presente |
| Mes | Ene. | Feb. | Mar. | Abr. | May. | Jun. | Jul. | Ago. | Sep. | Oct. | Nov. | Dic. | Anual |
| --- | --- | --- | --- | --- | --- | --- | --- | --- | --- | --- | --- | --- | --- |
| Temp. máx. abs. (°C) | 18.0 | 20.6 | 25.2 | 30.0 | 32.4 | 36.9 | 37.4 | 38.9 | 35.3 | 28.1 | 20.9 | 16.4 | 38.9 |
| Temp. máx. media (°C) | 3.0 | 4.7 | 9.0 | 15.3 | 20.0 | 23.4 | 25.6 | 25.4 | 20.0 | 14.3 | 8.3 | 4.1 | 14.4 |
| Temp. media (°C) | 0.0 | 1.1 | 4.3 | 9.7 | 14.3 | 17.7 | 19.7 | 19.3 | 14.5 | 9.6 | 4.8 | 1.1 | 9.7 |
| Temp. mín. media (°C) | -3.3 | -2.5 | 0.0 | 3.8 | 8.3 | 12.0 | 13.9 | 13.4 | 9.4 | 5.2 | 1.3 | -2.1 | 5.0 |
| Temp. mín. abs. (°C) | -30.0 | -32.0 | -23.8 | -8.1 | -4.0 | 0.2 | 3.6 | 2.1 | -3.0 | -9.3 | -18.2 | -24.4 | -32.0 |
| Precipitación total (mm) | 28.3 | 25.6 | 35.0 | 31.2 | 59.6 | 65.4 | 91.4 | 59.5 | 48.4 | 37.6 | 31.4 | 27.9 | 541.1 |
| Días de precipitaciones (≥ 0.1 mm)                                                                                          | 15.50 | 12.99 | 13.50 | 10.90 | 13.03 | 12.97 | 14.00 | 11.80 | 11.30 | 12.27 | 13.17 | 14.77 | 156.19 |
| Días de nevadas (≥ 0.0 cm)                                                                                                  | 12.4 | 9.1 | 4.0 | 0.5 | 0.0 | 0.0 | 0.0 | 0.0 | 0.0 | 0.1 | 2.4 | 6.4 | 34.9 |
| Horas de sol | 58.8 | 82.2 | 129.2 | 202.6 | 245.5 | 247.6 | 257.4 | 250.8 | 170.1 | 118.5 | 66.9 | 52.8 | 1882.5 |
| Humedad relativa (%) | 83.7 | 80.1 | 75.3 | 68.0 | 69.8 | 69.8 | 69.9 | 70.5 | 76.8 | 81.6 | 85.5 | 84.9 | 76.3 |
| Fuente n.º 1: IMGW | | | | | | | | | | | | | |
| Fuente n.º 2: Meteomodel.pl (humedad y extremas)                                                                            | | | | | | | | | | | | | |

## Cultura y lugares de interés

### Arquitectura
- Ayuntamiento de Breslavia
- Catedral de Breslavia

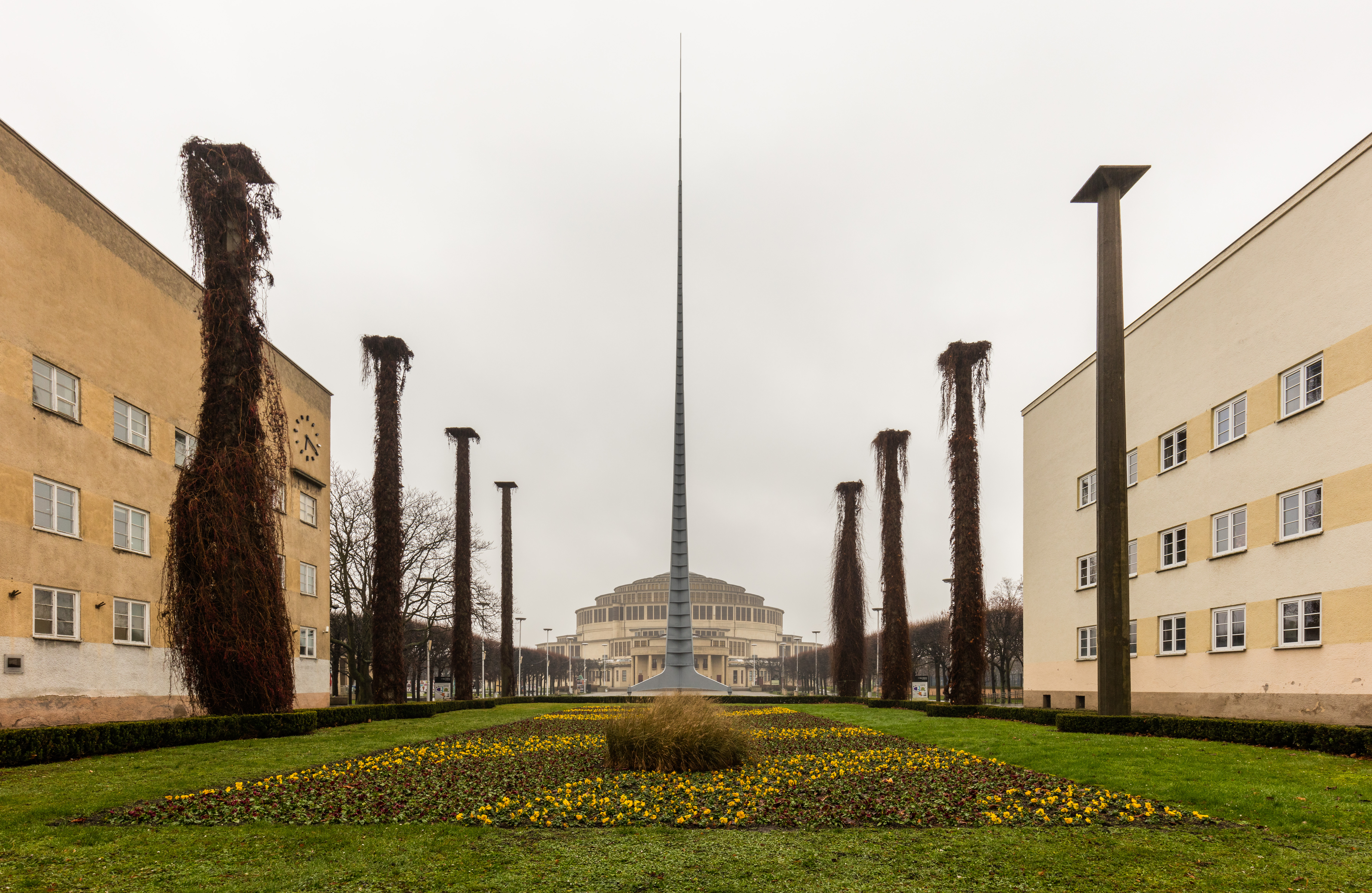
Centro del Centenario.

- Catedral de San Vicente y Santiago (Breslavia)
- Centro del Centenario de Breslavia, Iglica
- Ópera de Breslavia

### Museos
- Panorama de Racławice

### Literatura
- Angelus Silesius
- Karl von Holtei
- Gustav Freytag "Soll und Haben" ("Débito y crédito")
- Tadeusz Różewicz
- Olga Tokarczuk "E.E." [36]

En la ciudad transcurre la novela "Muerte en Breslau" del escritor polaco Marek Krajewski.

### Deporte

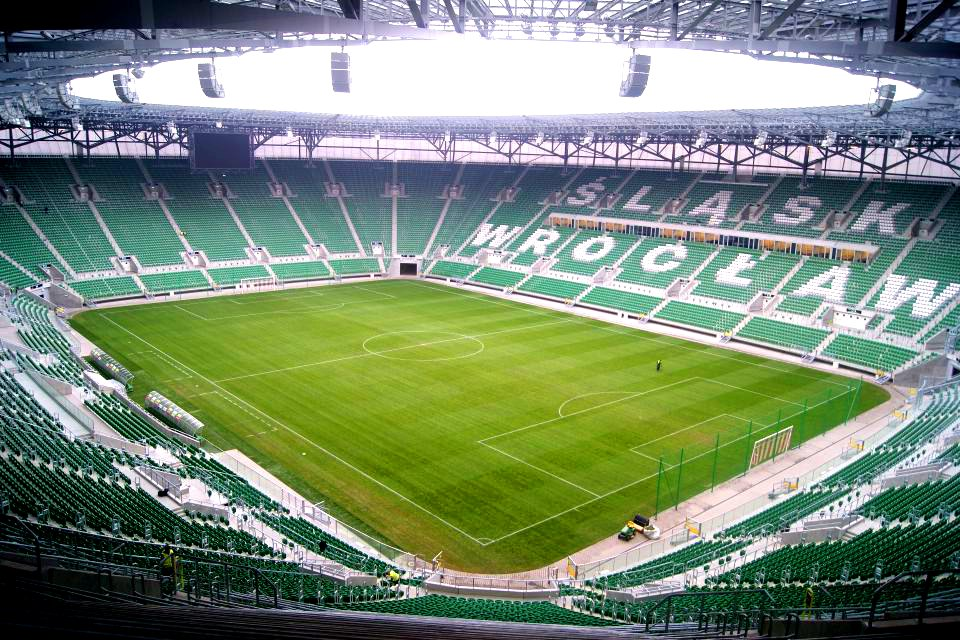
Estadio Municipal de Breslavia.

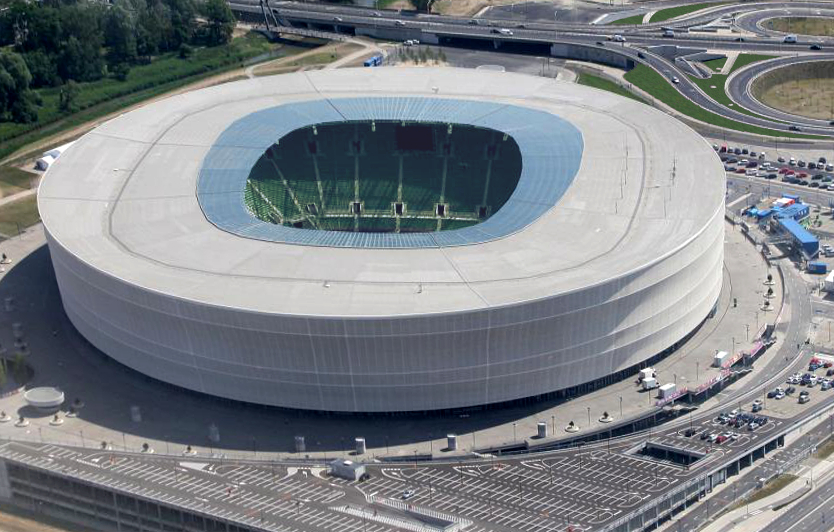
Exterior de Estadio Municipal.

El club de fútbol Śląsk Wrocław, fundado en 1947, fue campeón de Polonia en 1977 y 2012. El equipo de baloncesto WKS Śląsk Wrocław fue campeón de Polonia en 17 ocasiones. Además, dos clubes de fútbol americano (Wrocław Giants y Wrocław Devils) compiten en la Liga Polaca de Fútbol Americano. Los Giants es el equipo con más títulos (tres campeonatos), mientras que los Devils poseen tan solo un trofeo.
Cada año se realiza la Maratón de Breslavia en el coliseo Norman Storer. Entre el 21 y el 22 de julio de 2012 se disputó la primera edición del Turniej Wrocław Polish Masters en el Estadio Municipal de Breslavia, en el que se jugaron también varios partidos de la Eurocopa 2012.

## Economía
Breslavia es la segunda ciudad más rica de Polonia después de Varsovia. La ciudad también alberga el mayor número de empresas de arrendamiento y cobranza de deudas del país, incluido el mayor fondo de arrendamiento europeo, así como numerosos bancos. Debido a la proximidad de las fronteras con Alemania y la República Checa, Wrocław y la región de Baja Silesia es un importante socio de importación y exportación de estos países.
La industria de Wrocław fabrica autobuses, vagones de ferrocarril, electrodomésticos, productos químicos y electrónicos. La ciudad alberga fábricas y centros de desarrollo de muchas corporaciones nacionales y extranjeras, como Siemens, Bosch, Whirlpool Corporation, Nokia Networks, Volvo, HP, IBM, Google, Opera Software, Bombardier Transportation, WABCO y otras. Breslavia es también la ubicación de las oficinas de grandes empresas polacas, como Getin Holding, AmRest, Polmos y MCI Management SA. Desde principios del siglo XXI, la ciudad ha tenido un sector de alta tecnología en desarrollo: Baluff, CIT Engineering, Caisson Elektronik, ContiTech, Ericsson, Innovative Software Technologies, IBM, IT-MED, IT Sector, LiveChat Software, Mitsubishi Electric, Maas, PGS Software , Agencia de Transferencia de Tecnología Techtra y Vratis. En Biskupice Podgórne (Comunidad Kobierzyce) hay fábricas de LG (LG Display, LG Electronics, LG Chem, LG Innotek), Dong Seo Display, Dong Yang Electronics, Toshiba y muchas otras empresas, principalmente de los sectores de electrónica y electrodomésticos.
Hay una minoría española considerable en Breslavia desde la década de 2010.

## Ciudades hermanadas
Breslavia está hermanada con las siguientes ciudades y regiones:
- Breda (Países Bajos)
- Charlotte (Estados Unidos)
- San Sebastián (España)
- Dresde (Alemania)
- Guadalajara (México)
- Hradec Králové (República Checa)
- Kaunas (Lituania)
- Leópolis (Ucrania)
- Lille (Francia)
- Ramat Gan (Israel)
- Vilnius (Lituania)
- Wiesbaden (Alemania)
- Departamento de Vienne (Francia)
- Montevideo (Uruguay)